# Partit de la Justícia Democràtica
El Partit de la Justícia Democràtica (en coreà 민주정의당; RR: Minjujeonguidang; PJD) va ser el partit en el poder durant la dictadura de Chun Doo-hwan, del 1981 al 1988.

## Història
Després de l'assassinat del dictador Park Chung Hee i dels Cops d'Estat del dotze de desembre de 1979 i del disset de maig de 1980, el general Chun Doo-hwan esdevindria líder de Corea del Sud. Un cop va ser escollit oficialment com a President al 1980 mitjançant una votació entre els delegats de la Conferència Nacional per a la Unificació, Chun aboliria tots els partits polítics, incloent el fins llavors governant Partit Republicà Demòcrata vinculat a Park Chung Hee. A l'octubre s'aprovaria la nova Constitució de la Cinquena República.
Al 1981, Chun impulsaria el nou Partit de la Justícia Democràtica, que absorbiria la majoria de quadres i membres de l'antic PRD, actuant com el partit successor de facto. Una altra part del PRD fundarien el Partit Nacional de Corea, considerat el successor de iure. Tanmateix, Chun Doo-hwan seria electe com a primer President de la Cinquena República al 1981. Posteriorment, el partit guanyaria per majoria absoluta les eleccions legislatives de 1981 i 1985, considerades com a fraudulentes.
La Constitució de 1980 limitava a un sol mandat presidencial, sense possibilitat de reelecció. Chun va anunciar la seva retirada al 1987, però es va resistir a les crides per a una major obertura del règim. La situació canviaria amb el nou líder Roh Tae-woo, que prometria eleccions lliures i democràtiques. Així, Roh esdevindria el primer President veritablement electe el desembre de 1987. Un any més tard, el partit aconseguiria mantenir el poder a les eleccions legislatives, però perdria la majoria absoluta.
Durant el govern de Roh Tae-woo, es continuaria la democratització del règim, es celebrarien els Jocs Olímpics de Seül i es reorientaria la política exterior en l'anomenada Nordpolitik (recordant l'Ostpolitik), normalitzant relacions amb Corea del Nord. Pel que fa al partit, les tensions internes pels profunds canvis en el règim portarien a la seva unificació al 1990 amb el Partit Demòcrata de la Reunificació i el Nou Partit Republicà Demòcrata per generar el Partit Liberal Demòcrata.

## Resultats electorals

### Eleccions Presidencials
| Any  | Candidat      | Vots      | %     | Resultat |
| ---- | ------------- | --------- | ----- | -------- |
| 1981 | Chun Doo-hwan | 4,755     | 90.23 | Electe   |
| 1987 | Roh Tae-woo   | 8,282,738 | 36.64 | Electe   |

### Eleccions legislatives
| Any  | Líder         | Vots      | %     | Escons   | Escons  | Escons    | Escons | Pos. | Govern  |
| Any  | Líder         | Vots      | %     | Circum.  | Llista  | Total     | +/–    | Pos. | Govern  |
| ---- | ------------- | --------- | ----- | -------- | ------- | --------- | ------ | ---- | ------- |
| 1981 | Chun Doo-hwan | 5,776,624 | 35.64 | 90 / 184 | 61 / 92 | 151 / 276 | Nou    | 1r   | Majoria |
| 1985 | Chun Doo-hwan | 7,040,811 | 35.25 | 87 / 184 | 61 / 92 | 148 / 276 | 3      | 1r   | Majoria |
| 1988 | Roh Tae-woo   | 6,675,494 | 33.96 | 87 / 224 | 38 / 75 | 125 / 299 | 23     | 1r   | Minoria |